# Santuário da Penha
O Santuário da Penha, situa-se no Monte da Penha, em Guimarães. É de seu nome completo Nossa Senhora do Carmo da Penha, e também muito frequentemente Santuário de Nossa Senhora da Penha.
As obras iniciaram-se em 6 de Agosto de 1930, segundo o projecto do arquitecto Marques da Silva.
O Santuário da Penha é uma obra construída quase toda em granito da região, com o objectivo de esta se integrar no ambiente que a rodeia. As suas linhas, modernas para a altura, não seguem as formas tradicionais, sendo sempre linhas rectas, estando integrada no estilo "Art Déco" da década de 30.
Sofreu um incêndio em 13 de Fevereiro de 1939 onde foram destruídas a imagem da Senhora da Conceição e a talha que formava e guarnecia o Altar-mor, atrasando desta forma a sua construção.
A inauguração foi em 14 de Setembro de 1947 sem a presença do arquitecto Marques da Silva falecido 3 meses antes.